# Khatang
Der Khatang ist ein 6853 m (nach anderen Quellen 6790 m) vergletscherter Gipfel im Himalaya im Südosten der Gebirgsgruppe Rolwaling Himal.
Ein Bergkamm verbindet den Khatang mit dem westlich gelegenen Numbur (6958 m) sowie mit dem südlich gelegenen Karyolung (6511 m). 
An der Südflanke strömt der Dudhkundgletscher in südlicher Richtung, an der Nordflanke der Lumdinggletscher in östlicher Richtung.
Der Khatang wurde 1981 für Besteigungen freigegeben. Anfang November 1982 wurde der Khatang von einer japanischen Expedition erstbestiegen. Die Aufstiegsroute führte über den Nordostgrat. Am 1. November erreichten Tastumi Kawamura, Yoshimi Kitayama und Dorje Sherpa den Gipfel. Auf den darauffolgenden Tagen folgte ihnen Koji Kimura, Hideaki Sato und Chiharu Watanabe sowie eine Bergsteigergruppe bestehend aus Kenji Koyama, Shigenori Sawada und Takehiko Ono.